# Ryder Hesjedal
Ryder Hesjedal (Victoria, 9 de diciembre de 1980) es un deportista canadiense que compitió en ciclismo en las modalidades de ruta y montaña; campeón del Giro de Italia de 2012.

## Trayectoria
En ciclismo de montaña compitió en la disciplina de campo a través, ganando cuatro medallas en el Campeonato Mundial de Ciclismo de Montaña entre los años 1999 y 2003.
En 2002 debutó como profesional en la carretera con el equipo Rabobank Continental Team (filial del Rabobank). Entre 2008 y 2015 corrió con el equipo Garmin (Cannondale-Garmin en 2015), y en su última temporada, 2016, con el Trek-Segafredo.
Su mayor éxito fue ganar la clasificación general del Giro de Italia de 2012, por delante del español Joaquim Rodríguez y del belga Thomas de Gendt. Además, obtuvo la victoria en dos etapas de la Vuelta a España (2009 y 2014).
En octubre de 2013, a raíz de la publicación del libro Gul Feber (Fiebre amarilla) de Michael Rasmussen, Hesjedal admitió haberse dopado en el año 2003. Se retiró de la competición al final de 2016, tras quince temporadas como profesional y con 35 años de edad.

## Medallero internacional

### Ciclismo de montaña
| Campeonato Mundial | Campeonato Mundial    | Campeonato Mundial | Campeonato Mundial         |
| Año                | Lugar                 | Medalla            | Competición                |
| ------------------ | --------------------- | ------------------ | -------------------------- |
| 1999               | Åre (Suecia)          | Medalla de bronce  | Campo a través por relevos |
| 2001               | Vail (Estados Unidos) | Medalla de oro     | Campo a través por relevos |
| 2002               | Kaprun (Austria)      | Medalla de oro     | Campo a través por relevos |
| 2003               | Lugano (Suiza)        | Medalla de plata   | Campo a través             |

1. 1 2 3  Medalla obtenida como sub-23.

## Palmarés

### Ciclismo de montaña
2002
- Les Gets

### Carretera
2002
- Paris-Mantes-en-Yvelines

2005
- 3.º en el Campeonato de Canadá Contrarreloj

2006
- 2.º en el Campeonato de Canadá Contrarreloj

2007
- Campeonato de Canadá Contrarreloj

2009
- 1 etapa de la Vuelta a España

2010
- 1 etapa del Tour de California

2012
- Giro de Italia

2014
- 1 etapa de la Vuelta a España

## Resultados en Grandes Vueltas y Campeonatos del Mundo
| Carrera              | Carrera              | 2002 | 2003 | 2004 | 2005 | 2006 | 2007 | 2008 | 2009 | 2010 | 2011 | 2012  | 2013 | 2014 | 2015 | 2016 |
| -------------------- | -------------------- | ---- | ---- | ---- | ---- | ---- | ---- | ---- | ---- | ---- | ---- | ----- | ---- | ---- | ---- | ---- |
|                      | Giro de Italia       | —    | —    | —    | Ab.  | —    | —    | 60.º | —    | —    | —    | 1.º   | Ab.  | 9.º  | 5.º  | Ab.  |
|                      | Tour de Francia      | —    | —    | —    | —    | —    | —    | 45.º | 49.º | 6.º  | 17.º | Ab.   | 70.º | —    | 40.º | —    |
|                      | Vuelta a España      | —    | —    | —    | —    | Ab.  | —    | —    | Ab.  | —    | —    | —     | —    | 24.º | —    | —    |
| Mundial en Ruta      | Mundial en Ruta      | —    | —    | —    | 78.º | Ab.  | —    | —    | Ab.  | —    | —    | 107.º | —    | —    | —    | —    |
| Mundial Contrarreloj | Mundial Contrarreloj | —    | —    | —    | 22.º | 22.º | 24.º | —    | —    | —    | —    | —     | —    | —    | —    | —    |

| —: No participó | Ab: Abandono |

## Equipos
- Rabobank GS3 (2002-2003)
- US Postal/Discovery Channel (2004)
  - US Postal Service presented by Berry Floor (2004)
  - Discovery Channel Pro Cycling Team (2005)
- Phonak Hearing Systems (2006)
- Health Net presented by Maxxis (2007)
- Garmin/Cannondale (2008-2015)
  - Garmin-Chipotle presented by H3O (2008)
  - Garmin-Slipstream (2009)
  - Garmin-Transitions (2010)
  - Team Garmin-Cervélo (2011)
  - Garmin-Baracuda (2012) (hasta antes del Tour de Francia)
  - Garmin-Sharp (2012-2014)
  - Team Cannondale-Garmin (2015)
- Trek-Segafredo (2016)